# Monumento a Garibaldi (Lucca)
Il monumento a Garibaldi è una statua in marmo di Lucca, situata in piazza del Giglio, davanti al teatro comunale.

## Storia
Il monumento fu realizzato da Urbano Lucchesi, a cui si devono anche la maggior parte dei monumenti di matrice risorgimentale della città; oltre alla statua di Giuseppe Garibaldi, Lucchesi realizzò infatti i busti di Giuseppe Mazzini (1890) e di Benedetto Cairoli (1893), oltre al monumento ai Caduti nelle patrie battaglie (1897).
Lucchesi, che già nel 1880 aveva partecipato al concorso per la statua di Vittorio Emanuele II di Savoia da cui era uscito vincitore Augusto Passaglia, nel 1888 ottenne l'incarico di realizzare la statua di Garibaldi direttamente dal comitato promotore.
L'opera fu scoperta il 22 settembre 1889, lo stesso anno in cui si inauguravano i monumenti a Garibaldi di Livorno e Carrara, ma la città si presentò divisa all'appuntamento: da un lato vi erano i sostenitori della sinistra storica, promotori dell'iniziativa, dall'altra i cattolici reazionari, che giudicavano inappropriata la scelta della data della cerimonia, che cadeva nel periodo in cui a Lucca si festeggiavano i riti religiosi della Santa Croce e che risultava inoltre così vicina alla ricorrenza della presa di Roma.

## Descrizione
La statua rappresenta la figura del Generale in piedi, con la gamba destra protesa in avanti; la mano sinistra poggia sull'impugnatura della sciabola, mentre l'altra tiene il cappello.
Il basamento è decorato da due rilievi bronzei che raffigurano due episodi dell'epopea garibaldina: Lo sbarco a Marsala, in cui Garibaldi osserva lo sbarco dei volontari, e La Battaglia di Calatafimi, dove invece rivolge a Nino Bixio la celebre frase "Qui si fa l’Italia o si muore!".